# Александр фон Саксен-Гессафе
Александр фон Саксен-Гессафе (нім. Alexander de Afif пол. Aleksander z Saksonii-Gessaphe нар.12 лютого 1954 Мюнхен) — німецький підприємець з лівансько-мексиканським корінням. Глава дому Саксен-Гессафе (проголосив себе особисто).

## Біографія
Народився 12 лютого 1954 року в Мюнхені, Німеччина. Старший син Роберто де Афіфа (1916-1978) і принцеси Марії-Анни Саксонської (1929-2012) другої доньки Фрідріха Крістіана Саксонського.
Батько Александра - Роберто походив з давнього ліванського християнського роду.
14 травня 1997 року Марія Емануіл, який всиновив свого племінника підписав угоду з представниками дому Веттінів, про передачу титулу до Александра Афіфа після його смерті. Пізніше підписанти відмовились від угоди. Після смерті свого дядька в 2012 році очолив Королівський дім Саксонії. Даніель фон Саксен відмовився від претензій на трон Польщі, відтак Александр єдиний законний претендент на Корону Польщі на підставі Травневої конституції. Польські монархісти часто іменують його титулярним королем.

## Сім'я
- Георг Філіп Саксен-Гессафе (нар.24 травня 1988)
- Моріц Габріель Роберт Саксен-Гессафе (нар.14 вересня 1989)
- Пауль  Клеменс Саксен-Гессафе (нар. 23 березня 1993)
- Марія-Терезіта Саксен-Гессафе (нар. 7 липня 1999)